# Cuthbert Allgood
Cuthbert Allgood (también llamado Bert) es un personaje ficticio de la novela La Torre Oscura de Stephen King y parte del primer ka-tet de Roland Deschain así como su amigo de la infancia. Su primera aparición ocurre en el primer volumen La Torre Oscura I: El pistolero, pero no cobra importancia hasta el cuarto volumen La Torre Oscura IV: Mago y cristal. Su personalidad dentro del ka-tet es la del eterno bromista, pero en realidad se trata de una persona seria y con nervios de acero.
Al igual que Roland y Alain, su linaje se remonta a los días de Arthur Eld.

## La Torre Oscura I: La hierba del diablo (El pistolero)
A lo largo de la novela y por medio de flashbacks, Roland Deschain recordara su infancia en Gilead y sus primerizos días como aprendiz de pistolero con sus amigos Cuthbert, Alain Johns y Jamie de Curry. Cuthbert es miembro del primer ka-tet de Roland. En La Torre Oscura I: La hierba del diablo sabemos que se trata del mejor amigo de Roland, con quien mantiene una estrecha relación desde niño.
En La hierba del diablo (más tarde editado bajo el título de "El pistolero") se cuenta cómo en una ocasión y debido al descontento de su entrenamiento de su maestro Cort, Roland y Cuthbert son castigados con dos días sin comer, por lo que deciden escabullirse a la cocina de Hax, quien les da de comer debido a su debilidad por los niños.
Sin embargo, esto causará que Roland y Cuthbert escuchen una conversación secreta entre Hax y un guardia traidor, quienes planean envenenar el pueblo de Taunton bajo las órdenes de John Farson. Roland y Cuthbert deciden contárselo a sus padres, por lo que el cocinero es acusado de traición y es condenado a morir en la horca. Los dos jóvenes son obligados a presenciarlo como prueba de su entrenamiento, lo que simbólicamente representa la primera muerte que causan los dos muchachos, algo que les quedará grabado para siempre ya que se les obligó a dispersar migas de pan debajo de la horca a los pies del cocinero para que los pájaros se coman el cadáver, una vez finalizada la ejecución del cocinero.

## La Torre Oscura IV: La bola de cristal (Mago y cristal)
En el cuarto volumen de la serie de novelas La Torre Oscura IV: La bola de cristal aparece como uno de los personajes principales.
Una vez que Roland supera su prueba de hombría derrotando a su maestro Cort en combate (y ganándose el derecho de llevar las pistolas de su padre) es mandado a la lejana Baronía de Mejis, para que recoja información sobre la actividad de John Farson en la zona, y evalúe si es una región todavía leal a la Afiliación. Cuthbert junto a Alain son mandados para ayudar a Roland en su labor por ser amigos y ka-tet.
En Mejis, los tres jóvenes se encuentran con los "Cazadores del Gran Ataúd" comandados por Eldred Jonas, quienes han sido recientemente nombrados como ayudantes del sheriff. Desde un primer momento saltan los roces entre los dos ka-tet, pero por el bien de la misión secreta de ambos, se tratan con una falsa e inestable cordialidad.
Los Cazadores del Gran Ataúd no son otra cosa sino hombres de John Farson, cuya misión es proteger la "bola de cristal rosa de Maerlyn"(una reliquia mágica de tiempos antiguos y que dejan al cargo de Rhea de Cöos) y sobre todo garantizar un abastecimiento de petróleo continuo para los carros de combate de Farson.
Finalmente el ka-tet de Roland consigue acabar con dos de los tres hombres del Hombre Bueno (el destino del tercero no será conocido hasta mucho más tarde) y frustrar los planes de John Farson, destruyendo la estación petrolifera de Mejis, y recuperando la bola de cristal de Maerlyn. Sin embargo esto conlleva un gran sacrificio para Roland, ya que su amada Susan Delgado, primer y posiblemente último amor del pistolero, es quemada viva en el Árbol Charyou.

## Otras apariciones: La batalla de Jericho Hill y la Caída de Gilead
Tras regresar a su hogar como verdaderos héroes, el ka-tet de Roland es recibido por sus padres, quienes los encuentran totalmente cambiados tras las duras experiencias vividas en Mejis, por lo que deciden entregar a Cuthbert y Alain el rango de pistoleros y les entregan sus propias pistolas.
Roland entrega a su padre, Steven Deschain (dinh de Gilead), la bola de cristal de Maerlyn, para que la guarde en un lugar seguro y no caiga en manos de John Farson.
Lo que los tres jóvenes no sabían es que los planes del Hombre Bueno estaban ya sumamente avanzados, y la destrucción y caída de Gilead y de todo atisbo de civilización estaban a sus mismas puertas. Por medio de la traición primero, y de la guerra abierta después, las fuerzas de la Afiliación son menguadas poco a poco, y acorraladas en Jericho Hill, donde se ven forzadas a librar una batalla suicida contra las huestes de Farson.
Las fuerzas de la afiliación son totalmente aniquiladas; Alain y Cuthbert son asesinados, este último mientras hacía soplar el "Cuerno de Eld" (objeto perteneciente a Roland) en la última carga de los pistoleros; Roland se ve obligado a huir de Jericho Hill como último pistolero vivo y último descendiente del linaje de Eld, comenzando así su búsqueda de la Torre Oscura.
- Datos: Q5196760